# Кинофильм (фильм)
«Кинофильм» или «Жизнь за кадром» (малаял. സെല്ലുലോയ്ഡ്, Celluloid) — индийский фильм-биография режиссёра Камала на языке малаялам, вышедший в 2013 году. Сюжет повествует о судьбе отца-основателя малаяламоязычного кино Джей Си Дэниеле, роль которого исполнил Притхвирадж.
Сценарий фильма частично основан на двух книгах: «Жизнь Джей Си Дэниела» (Life of J. C. Daniel) Челангатта Гопалакришнана и «Потерянная героиня» (Nashta Naayika) Вину Абрахама.
Фильм был хорошо принят и критиками и зрителями, и получил множество наград, включая Национальную кинопремию за лучший художественный фильм на малаялам.

## Сюжет
Действие происходит в конце 20-х годов XX века, когда активно развивался кинематограф. Джей Си Дэниел, ничего не знающий о кино, но вдохновленный идеей снять первый фильм у себя на родной земле, в Керале, живёт этой мечтой. Он отправляется в Мадрас на киностудию, чтобы научиться, понять, как создается кино, поскольку это был центр кинематографа южной Индии. Он едет в Бомбей, где процветал кинематограф (теперь известный как Болливуд).
Съёмки фильма требовали огромных затрат, и Джей Си Дэниел решает продать принадлежащую ему наследственную собственность, чтобы купить необходимое оборудование, нанять персонал, арендовать студию.
В те времена было принято снимать фильмы по мотивам историй из Махабхараты или Рамаяны, но Джей Си Дэниел горел идей снять социальную драму, а не очередное жизнеописание героев и божеств. Так на свет появится сценарий «Потерянного ребёнка» (Vigathakumaran).
Но впереди у Джей Си Дэниела была проблема с поиском актрисы на роль. В те времена женские роли играли мужчины, поскольку считалось, что только падшие женщины могут быть актрисами. Джей Си Дэниел отправился в Бомбей, поскольку там кинематограф активно развивался и подобные предрассудки отошли на задний план. Однако с актрисой ему договориться не удается, так как он не может обеспечить роскошные условия, которые требовались. В итоге он находит девушку, играющую в театральных постановках — каккариши (фольклорный индийский танец). Эта девушка — Росамма — оказалась из касты неприкасаемых. А играть ей предстояло роль дамы из наиров. Что было рискованно вдвойне в консервативном обществе.
Джей Си Дэниел был новатором, не боялся рисковать, был лишен предрассудков, но все это не было своевременным. И судьба этого человека оказалась драматичнее любого кинофильма.

## В ролях
- Притхвирадж — Джей Си Дэниел
- Шринивасан[англ.] — Челангатт Гопалакришнан
- Мамта Мохандас[англ.] — Джанет
- Недумуди Вену — Субраманиам
- Чандни — Росамма (Пи Кей Рози)
- Шрути Дилип — Лана
- Сиддик — Рамакришна Айер

## Производство
Режиссёр Камал для роли Джей Си Дэниела сразу выбрал Притхвираджа. На роль Джанет рассматривалась Самврута Сунил, однако съемки фильма были перенесены, а она к тому времени, выйдя замуж, оставила кино. На роль утвердили Мамту Мохандас. На роль первой актрисы малаяламского кино режиссёр и сценарист Камал искал «свежее» лицо, и выбор пал на Чандни. У неё не было никакого актерского опыта, она была не очень широко известна лишь как певица, участвующая в реалити-шоу «Голос Индии» (Indian Voice).
Съёмки фильма проходили в Тируванантапураме и Майсоре.

## Премии
Национальная кинопремия (Индия)
- Лучший фильм на малаялам[5]

Kerala State Awards
- Лучший фильм
- Лучший актёр — Притхвирадж
- Лучший звукорежиссёр — Джаячандран
- Лучшая певица — Ситхара
- Лучший художник-постановщик — Суреш Коллам
- Лучшие костюмы — Сатхиш
- Специальный приз жюри — Джи Шрирам и Вайком Виджаялакшми.